# Copa Emirates de 2014
A Copa Emirates de 2014 foi a 7ª edição da Copa Emirates. Teve seu início no dia 02 de agosto e término no dia 03 de agosto e todos os jogos realizados no Emirates Stadium, em Londres.
Nesta edição, os pontos extras por gol marcado serão considerados, valerão 3 pontos por vitória, 1 por empate e persistindo igualdade, a ordem dos critérios são saldo de gols, gols marcados e nº de chutes ao gol durante o torneio.

## Equipes participantes
- Valencia
- Monaco
- Arsenal
- Benfica

## Classificação
| Pos. | Clube    | Pts | J | V | E | D | GP | GC | SG |
| ---- | -------- | --- | - | - | - | - | -- | -- | -- |
| 1    | Valencia | 9   | 2 | 1 | 1 | 0 | 5  | 3  | +2 |
| 2    | Arsenal  | 8   | 2 | 1 | 0 | 1 | 5  | 2  | +3 |
| 3    | Monaco   | 7   | 2 | 1 | 1 | 0 | 3  | 2  | +1 |
| 4    | Benfica  | 2   | 2 | 0 | 0 | 2 | 2  | 8  | -6 |

### Jogos
Todas as partidas seguem o fuso horário do verão inglês (UTC+1).
| 02 de agosto | Valencia | 2 – 2     | Monaco | Emirates Stadium, Londres |
| 14:00        |          | Relatório |        |                           |

| 02 de agosto | Arsenal | 5 – 1     | Benfica | Emirates Stadium, Londres |
| 16:20        |         | Relatório |         |                           |

| 03 de agosto | Benfica | 1 – 3     | Valencia | Emirates Stadium, Londres |
| 14:00        |         | Relatório |          |                           |

| 03 de agosto | Arsenal | 0 – 1     | Monaco | Emirates Stadium, Londres |
| 16:20        |         | Relatório |        |                           |